# Dysmicoccus perissus
Dysmicoccus perissus är en insektsart som beskrevs av Williams 1985. Dysmicoccus perissus ingår i släktet Dysmicoccus och familjen ullsköldlöss. Inga underarter finns listade i Catalogue of Life.